# Reinøya (Troms)
Reinøya (Noord-Samisch: Ráidna) is een eiland in de provincie Troms in Noorwegen. Het eiland maakt sinds 2008 in zijn geheel deel uit van de gemeente Karlsøy. Tot dan was het zuidelijke deel ingedeeld bij Tromsø. 
Het hoogste punt van Reinøya is Reinskartinden met 883 meter. Vanaf Reinskar vaart een veerboot over de Langsund naar Hansnes op Ringvassøya. Er zijn vergevorderde plannen om hier een tunnel te bouwen.